# Euphoria (geslacht)
Euphoria is een geslacht van kevers uit de familie bladsprietkevers (Scarabaeidae). Het geslacht werd voor het eerst wetenschappelijk beschreven in 1842 door Hermann Burmeister.

## Soorten
- Euphoria abronea Janson, 1878
- Euphoria acerba Janson, 1881
- Euphoria anneae (Howden, 1955)
- Euphoria areata (Fabricius, 1775)
- Euphoria atra Bates, 1889
- Euphoria avita Janson, 1881
- Euphoria basalis (Gory & Percheron, 1833)
- Euphoria biguttata (Gory & Percheron, 1833)
- Euphoria bispinis (Bates, 1889)
- Euphoria bivittata (Gory & Percheron, 1833)
- Euphoria boliviensis Blanchard, 1850
- Euphoria candezei Janson, 1875
- Euphoria canescens (Gory & Percheron, 1833)
- Euphoria casselberryi Robinson, 1937
- Euphoria chontalensis Bates, 1887
- Euphoria devulsa Horn, 1880
- Euphoria dimidiata (Gory & Percheron, 1833)
- Euphoria diminuta Orozco, 2012
- Euphoria discicollis (Thomson, 1878)
- Euphoria exima Bates, 1887
- Euphoria fascifera (LeConte, 1861)
- Euphoria fulgida (Fabricius, 1775)
- Euphoria fulveola Bates, 1889
- Euphoria geminata (Chevrolat, 1835)
- Euphoria hera Burmeister, 1842
- Euphoria herbacea (Olivier, 1789)
- Euphoria hidrocalida Orozco, 2012
- Euphoria hirtipes Horn, 1879
- Euphoria histrionica Thomson, 1878
- Euphoria hoffmannae Deloya & Nogueira, 1996
- Euphoria humilis Blanchard, 1850
- Euphoria inda (Linnaeus, 1760)
- Euphoria insignis  Casey, 1915
- Euphoria iridescens Schaum, 1841
- Euphoria kerni Haldeman, 1852
- Euphoria lacandona Orozco, 2012
- Euphoria leprosa Burmeister, 1842
- Euphoria lesueuri (Gory & Percheron, 1833)
- Euphoria leucoplaga  (Gory & Percheron, 1833)
- Euphoria leucopyge Bates, 1889
- Euphoria levinotata Orozco, 2012
- Euphoria limbalis Fall, 1905
- Euphoria lineoligera Blanchard, 1850
- Euphoria lurida (Fabricius, 1775)
- Euphoria mayita Orozco, 2012
- Euphoria melancholica (Gory & Percheron, 1833)
- Euphoria montana Orozco, 2012
- Euphoria monticola Bates, 1889
- Euphoria mystica Thomson, 1878
- Euphoria nicaraguensis Orozco, 2012
- Euphoria nitens Casey, 1915
- Euphoria paradisiaca Orozco, 2012
- Euphoria pilipennis (Kraatz, 1883)
- Euphoria precaria Janson, 1881
- Euphoria prepsli Krajcik, 2012
- Euphoria pulchella (Gory & Percheron, 1833)
- Euphoria quadricollis Bates, 1889
- Euphoria schotti  (LeConte, 1854)
- Euphoria semicostata Krajcik, 2012
- Euphoria sepulcralis (Fabricius, 1801)
- Euphoria solidula  Casey, 1915
- Euphoria sonorae Bates, 1889
- Euphoria steinheili Janson, 1875
- Euphoria subguttata Burmeister, 1842
- Euphoria submaculosa (Gory & Percheron, 1833)
- Euphoria subtomentosa (Mannerheim, 1837)
- Euphoria trivittata Nonfried, 1894
- Euphoria vazquezae Deloya & Woodruff, 1995
- Euphoria verticalis Horn, 1880
- Euphoria vestita (Gory & Percheron, 1833)
- Euphoria vittata Orozco, 2012
- Euphoria westermanni (Gory & Percheron, 1833)
- Euphoria yucateca Bates, 1889